# 1960 en Norvège
Chronologie de la Norvège
- 1956
- 1957
- 1958
- 1959
- 1960
- 1961
- 1962
- 1963
- 1964

Cet article présente les faits marquants de l'année 1960 en Norvège ou relatifs à la Norvège.

## Gouvernance
- Olav V est roi de Norvège.
- Einar Gerhardsen est le chef du gouvernement .

## Événements
- 4 janvier : la Convention de Stockholm crée l’Association européenne de libre-échange (AELE) qui regroupe l’Autriche, le Danemark, la Norvège, le Portugal, le Royaume-Uni, la Suède et la Suisse[1],[2].

## Sport
- la Norvège a participé aux Jeux olympiques d'hiver de 1960 à Squaw Valley aux États-Unis. La Norvège était représentée par 29 athlètes. La délégation norvégienne a récolté en tout 6 médailles : 3 d'or et 3 d'argent. Elle a terminé au 4e rang du classement des médailles.
- La Norvège participe aux Jeux olympiques d'été de 1960 à Rome. 40 athlètes norvégiens, 39 hommes et une femme, ont participé à 39 compétitions dans 11 sports. Ils y ont obtenu une médaille, en or.

## Culture
- La Norvège a participé au Concours Eurovision de la chanson 1960, alors appelé le « Grand prix Eurovision de la chanson européenne 1960 », à Londres, au Royaume-Uni. C'est la première participation norvégienne au Concours Eurovision de la chanson. Le pays est représenté par la chanteuse Nora Brockstedt et la chanson Voi Voi, sélectionnées par la Norsk rikskringkasting au moyen d'une finale nationale.

## Naissances
- Naissance en Norvège en 1960

## Décès
- Décès en Norvège en 1960